# Final da Copa João Havelange
A Final da Copa João Havelange foi disputada em dois jogos, o primeiro em São Paulo no Estádio Palestra Itália e o segundo no Rio de Janeiro, inicialmente definido para o Estádio São Januário, posteriormente sendo no Maracanã.
O Vasco da Gama, do Módulo Azul, e o São Caetano, do Módulo Amarelo, disputaram a final. O clube paulista, que chegou à final como surpresa da competição após vencer clubes expressivos do futebol brasileiro, contava com atacante Adhemar, que marcou 22 gols, também sendo uma surpresa da competição. Por sua vez, o clube carioca contava com um elenco composto por jogadores da Seleção Brasileira do passado e do presente e campeões mundiais, porém havia recentemente trocado de treinador: Oswaldo de Oliveira foi demitido por desentendimentos com o então vice-presidente Eurico Miranda, sendo contratado para o seu lugar Joel Santana. Mesmo estando no comando da equipe há poucas semanas, Joel tinha tido o mérito de conquistar o título da Copa Mercosul após uma virada histórica contra o Palmeiras fora de casa e assegurar a presença do cruzmaltino na final ao derrotar o Cruzeiro em Belo Horizonte.

## O acidente no último jogo
O jogo de volta, em 30 de dezembro de 2000, ficou marcado pela queda do alambrado do Estádio de São Januário, em que cerca de 150 pessoas ficaram feridas. Aos 23 minutos de partida, houve um tumulto no meio da arquibancada (segundo testemunhas, tudo começou com uma briga) depois que Romário foi substituído e isso fez com que várias pessoas caíssem umas sobre as outras pelos degraus da arquibancada. Os torcedores que caíram acabaram se amontoando na parta mais baixa, e a quantidade de gente amontoada era tão grande que a grade que cercava o gramado acabou caindo - ou seja: a queda da grade não foi causa e sim consequência. 
O gramado foi tomado pela torcida e o jogo ficou paralisado para a entrada de ambulâncias e helicópteros para o atendimento aos feridos. Depois de cerca de 2 horas, os últimos feridos estavam sendo retirados e o árbitro Oscar Roberto Godói queria reiniciar o jogo, quando então chegou uma ordem do governador do estado Anthony Garotinho (que havia assistido tudo pela TV) determinando a suspensão da partida.
Este jogo inicialmente estava marcado para o Maracanã, mas mais tarde foi transferido para São Januário. O motivo da mudança não é claro. O Vasco da Gama, clube mandante do jogo, afirma que a decisão de levar o jogo para São Januário foi apenas para não atrapalhar as reformas que estavam a decorrer no Maracanã, mas na verdade as reformas só começaram depois que o jogo foi confirmado para São Januário. Garotinho afirmou que o vice-presidente do Vasco, Eurico Miranda, levou o jogo para São Januário apenas porque não quis usar o Maracanã - que a época tinha capacidade perto de 100 mil torcedores - e São Januário, de acordo com Eurico, tinha 40 mil lugares.
Após o acidente, uma perícia foi feita ao estádio pelo Instituto de Criminalística Carlos Éboli (ICCE). O laudo divulgado pelo instituto revelou que o estádio estava com uma quantidade de público muito acima do permitido, e que se não fosse por isso o número de feridos seria muito menor. De acordo com a perícia, o estádio tinha capacidade para pouco mais de 20.000 lugares sentados ou 27.306 em pé, 5.231 a menos do que os ingressos vendidos. Com isso, o Vasco acabou sendo responsabilizado pelo incidente. Além da superlotação, o instituto concluiu que a grade que cedeu estava em mau estado e com corrosão.

## Ida
O São Caetano alinhou com sua força máxima, enquanto o Vasco teve o desfalque de Juninho Pernambucano que estava com uma forte gripe.
Apesar de ter conseguido vitórias fora de casa, o São Caetano sabia que não poderia perder a oportunidade de abrir uma boa vantagem no jogo de ida. Com esse objetivo em mente, os jogadores do São Caetano iniciaram a partida em alta velocidade e aos onze minutos de jogo abriram o marcador através de César. Porém não demorou muito para o Vasco igualar o marcador. Aos vinte e sete minutos de jogo Romário, após passe de Jorginho Paulista, empatou a partida. O resultado manteve-se até o fim e com isso o Vasco da Gama passou a ter a vantagem de poder empatar em 0 a 0 o jogo de volta para conquistar outro campeonato.
| 27 de Dezembro de 2000                                        |
| 21:40 - Estádio Palestra Itália (São Paulo) - Público: 29.288 |

| Árbitro(s):                                 |
| Principal: Carlos Eugênio Simon             |
| Assistente 1: José Carlos da Silva Oliveira |
| Assistente 2: Mílton Otaviano dos Santos    |

| São Caetano | 1-1 (1-1) | Vasco da Gama |
| César 14'   |           | Romário 27'   |

| São Caetano \| 1 \| - Silvio Luiz \| \| 2 \| - Japinha \| \| 3 \| - Daniel \| \| 4 \| - Serginho \| \| 5 \| - Claudecir \| \| 6 \| - César \| \| 7 \| - Adãozinho \| \| 8 \| - Esquerdinha 18' \| \| 11 \| - Aílton 64' \| \| 10 \| - Wágner \| \| 9 \| - Adhemar \| |                   |
| Substituição Wágner Zinho |                   |
| Treinador Jair Picerni |                   |
| |                   |
| 1 | - Silvio Luiz     |
| 2 | - Japinha         |
| 3 | - Daniel          |
| 4 | - Serginho        |
| 5 | - Claudecir       |
| 6 | - César           |
| 7 | - Adãozinho       |
| 8 | - Esquerdinha 18' |
| 11 | - Aílton 64'      |
| 10 | - Wágner          |
| 9 | - Adhemar         |

| 1  | - Silvio Luiz     |
| 2  | - Japinha         |
| 3  | - Daniel          |
| 4  | - Serginho        |
| 5  | - Claudecir       |
| 6  | - César           |
| 7  | - Adãozinho       |
| 8  | - Esquerdinha 18' |
| 11 | - Aílton 64'      |
| 10 | - Wágner          |
| 9  | - Adhemar         |

| Vasco da Gama \| 1 \| - Helton \| \| 29 \| - Clébson \| \| 3 \| - Odvan 65' \| \| 4 \| - Júnior Baiano \| \| 27 \| - Jorginho Paulista 84' \| \| 10 \| - Juninho Paulista \| \| 17 \| - Nasa \| \| 2 \| - Jorginho \| \| 16 \| - Paulo Miranda 43' \| \| 8 \| - Euller \| \| 11 \| - Romário 68' \| |                         |
| Substituição Jorginho Henrique Euller Pedrinho |                         |
| Treinador Joel Santana |                         |
| |                         |
| 1 | - Helton                |
| 29 | - Clébson               |
| 3 | - Odvan 65'             |
| 4 | - Júnior Baiano         |
| 27 | - Jorginho Paulista 84' |
| 10 | - Juninho Paulista      |
| 17 | - Nasa                  |
| 2 | - Jorginho              |
| 16 | - Paulo Miranda 43'     |
| 8 | - Euller                |
| 11 | - Romário 68'           |

| 1  | - Helton                |
| 29 | - Clébson               |
| 3  | - Odvan 65'             |
| 4  | - Júnior Baiano         |
| 27 | - Jorginho Paulista 84' |
| 10 | - Juninho Paulista      |
| 17 | - Nasa                  |
| 2  | - Jorginho              |
| 16 | - Paulo Miranda 43'     |
| 8  | - Euller                |
| 11 | - Romário 68'           |

## Volta
Após o acidente em São Januário, dezenove dias antes, foi marcada uma nova data para a disputa da partida de volta. Com o estádio interditado, foi definido que o jogo seria disputado no Maracanã. O Clube dos 13 decidiu que não haveria venda de ingressos, estipulando um limite máximo para a entrada de torcedores (60.000), sendo que tinha preferência os torcedores que apresentassem o ingresso que comprovasse a sua presença no jogo anterior.
Porém, houve protesto e confusão por parte de alguns atletas do Vasco. Como o jogo foi marcado para 2001, alguns jogadores não tinham mais contrato com o clube, já que os vínculos se encerravam no último dia de 2000. Outros jogadores não aceitavam voltar das férias para disputar o jogo, alegando que não teriam tempo de descanso pois iriam na sequência iniciar a preparação da nova temporada. No fim, o clube solucionou os problemas contratuais e convenceu os jogadores a interromperem de férias.
Apesar da vantagem de poder conquistar o título com um empate sem gols, a equipe carioca começou o jogo de forma agressiva e abriu o marcador aos trinta minutos de jogo por intermédio de Juninho Pernambucano, após passe de Romário. Porém, o São Caetano empatou o jogo sete minutos mais tarde, com um gol de Adãozinho, deixando a final completamente empatada. O Vasco não demorou a reagir e apenas dois minutos depois voltou a marcar, agora através de Jorginho Paulista, seu primeiro gol pelo Vasco da Gama, após passe de Juninho Paulista. Na volta do intervalo, e precisando apenas de um gol para conquistar o título, o São Caetano voltou melhor, criando mais jogadas de ataque, porém foi o Vasco da Gama que acabou marcando. Romário recebeu a bola de Juninho Paulista e marcou o seu vigésimo gol na competição. O São Caetano precisava de marcar dois gols em pouco mais de trinta minutos. A equipe paulista tentou, porém o jogo terminou com o placar de 3 a 1 a favor do Vasco da Gama. Com a soma dos resultados, o clube carioca conquistou o título por 4 a 2.
Durante a final, o Vasco exibiu o símbolo do SBT na camisa. Eurico Miranda tomou toda a responsabilidade pelo ato, feito para provocar a Rede Globo, que transmitiu o jogo. O SBT não foi informado do ato, que Miranda descreveu como uma "homenagem" até a hora da partida. Quando o vice-presidente da emissora, José Roberto Maluf, ligou para Miranda no dia seguinte, o cartola disse que a causa fora a cobertura do desabamento do alambrado, na qual Miranda alegou que a Globo pretendeu prejudicá-lo. No depoimento à CPI que investigou o acidente, Miranda acusou a Globo de forçar a suspensão da partida para não ter de alterar sua programação. Durante uma participação no Programa do Ratinho, três semanas após a partida, Eurico revelou que a intenção inicial era homenagear o apresentador da atração, Carlos Massa, colocando na camisa uma imagem do personagem Xaropinho. Em entrevista ao documentário A Mão do Eurico, do Globoplay, o jornalista Renato Ribeiro (que cobriu a final como repórter) admitiu que a Globo errou na cobertura da queda do alambrado de São Januário.
| 18 de Janeiro de 2001                               |
| 16:00 - Maracanã (Rio de Janeiro) - Público: 31.761 |

| Árbitro(s):                                 |
| Principal: Márcio Rezende de Freitas        |
| Assistente 1: José Carlos da Silva Oliveira |
| Assistente 2: Mílton Otaviano dos Santos    |

| Vasco da Gama                                                  | 3-1 (2-1) | São Caetano   |
| Juninho Pernambucano 30' · Jorginho Paulista 39' · Romário 53' |           | Adãozinho 37' |

| Vasco da Gama \| 1 \| - Helton \| \| 29 \| - Clébson \| \| 3 \| - Odvan \| \| 4 \| - Júnior Baiano \| \| 27 \| - Jorginho Paulista \| \| 10 \| - Juninho Paulista \| \| 17 \| - Nasa \| \| 2 \| - Jorginho \| \| 31 \| - Juninho Pernambucano 44' \| \| 8 \| - Euller 42' \| \| 11 \| - Romário 57' \| |                            |
| Substituição Jorginho Henrique Juninho Pernambucano Paulo Miranda Juninho Paulista Pedrinho |                            |
| Treinador Joel Santana |                            |
| |                            |
| 1 | - Helton                   |
| 29 | - Clébson                  |
| 3 | - Odvan                    |
| 4 | - Júnior Baiano            |
| 27 | - Jorginho Paulista        |
| 10 | - Juninho Paulista         |
| 17 | - Nasa                     |
| 2 | - Jorginho                 |
| 31 | - Juninho Pernambucano 44' |
| 8 | - Euller 42'               |
| 11 | - Romário 57'              |

| 1  | - Helton                   |
| 29 | - Clébson                  |
| 3  | - Odvan                    |
| 4  | - Júnior Baiano            |
| 27 | - Jorginho Paulista        |
| 10 | - Juninho Paulista         |
| 17 | - Nasa                     |
| 2  | - Jorginho                 |
| 31 | - Juninho Pernambucano 44' |
| 8  | - Euller 42'               |
| 11 | - Romário 57'              |

| São Caetano \| 1 \| - Silvio Luiz \| \| 2 \| - Japinha \| \| 3 \| - Daniel \| \| 4 \| - Serginho 42' \| \| 6 \| - Claudecir 75' \| \| 5 \| - César 43' \| \| 7 \| - Adãozinho \| \| 8 \| - Esquerdinha \| \| 10 \| - Aílton \| \| 11 \| - Wágner \| \| 9 \| - Adhemar \| |                 |
| Substituição Japinha Gilmar 72' Esquerdinha Zinho Aílton Leto |                 |
| Treinador Jair Picerni |                 |
| |                 |
| 1 | - Silvio Luiz   |
| 2 | - Japinha       |
| 3 | - Daniel        |
| 4 | - Serginho 42'  |
| 6 | - Claudecir 75' |
| 5 | - César 43'     |
| 7 | - Adãozinho     |
| 8 | - Esquerdinha   |
| 10 | - Aílton        |
| 11 | - Wágner        |
| 9 | - Adhemar       |

| 1  | - Silvio Luiz   |
| 2  | - Japinha       |
| 3  | - Daniel        |
| 4  | - Serginho 42'  |
| 6  | - Claudecir 75' |
| 5  | - César 43'     |
| 7  | - Adãozinho     |
| 8  | - Esquerdinha   |
| 10 | - Aílton        |
| 11 | - Wágner        |
| 9  | - Adhemar       |

## Elenco do Vasco campeão brasileiro de 2000
|                                  |
| Goleiros                         |
| Márcio                           |
| Hélton                           |
| Fábio                            |
| Defensores                       |
| Júnior Baiano                    |
| André Silva                      |
| Henrique                         |
| Rafael Gomes                     |
| Géder                            |
| Jorginho                         |
| Mauro Galvão                     |
| Fabiano Eller                    |
| Filipe Alvim                     |
| Odvan                            |
| Jorginho Paulista                |
| Meio - campo                     |
| Amaral                           |
| Luiz Cláudio                     |
| Zada                             |
| Bóvio                            |
| Paulo Miranda                    |
| Juninho Paulista                 |
| Siston                           |
| Juninho Pernambucano             |
| Alex Oliveira                    |
| Nasa                             |
| Pedrinho                         |
| Luizinho                         |
| Felipe                           |
| Válber Roel                      |
| Atacantes                        |
| Romário                          |
| Luiz Henrique                    |
| Flávio Barros                    |
| Eduardo                          |
| Edmundo                          |
| Euller                           |
| Viola                            |
| Zezinho                          |
| Treinador                        |
| Oswaldo de Oliveira Joel Santana |